# Interstate TDR
Die Interstate TDR war ein unbemanntes Fluggerät – heutzutage Drohne genannt. Sie wurde von der Interstate Aircraft and Engineering in El Segundo/Kalifornien im Zweiten Weltkrieg entwickelt. Mit Bomben oder Torpedos bewaffnet war sie für den Einsatz mit der United States Navy geplant. 2.000 Stück wurden bestellt, aber nur etwa 200 wurden gebaut, bevor der Auftrag gestrichen wurde. Einige wurden im Pazifikkrieg gegen Japan eingesetzt, aber anhaltende Entwicklungsprobleme mit dem Flugzeug sowie die Erfolge mit den konventionellen Waffen führten dazu, dass im Oktober 1944 die Entscheidung getroffen wurde, das Programm mit Angriffsdrohnen einzustellen.

## Entwurf und Entwicklung
Im Jahr 1936 schlug Oberstleutnant Delmar S. Fahrney vor, dass unbemannte, ferngesteuerte Flugzeuge das Potential hätten, von der United States Navy im Kampf eingesetzt zu werden. Auf Grund der eingeschränkten Technologie in der damaligen Zeit hatte die Entwicklung der 'Kampfdrohne' nur eine niedrige Priorität. Aber zu Beginn der 1940er Jahre wurde das Projekt durch die Entwicklung des Radarhöhenmessers und des Fernsehens machbar. Versuche mit umgebauten, bemannten Maschinen gegen Seeziele wurden im April 1942 durchgeführt. Im gleichen Monat, nach Tests mit dem Vorgängermodell, der Naval-Aircraft-Factory-TDN-Drohne, erhielt die Firma Interstate Aircraft von der Marine einen Vertrag über zwei Prototypen und 100 Serienmaschinen mit vereinfachter und verbesserter Konstruktion, die TDR-1 genannt wurde.
Gesteuert wurde die TDR-1 entweder von einem Flugzeug aus, normalerweise eine Grumman TBF, in dem der Operator auf einem Fernsehbildschirm die Bilder sah, die eine Kamera in der Drohne aufnahm, und eine Anzeige des Höhenmessers hatte. Oder er bekam die Angaben von einem Testpiloten bei Tests. Die Maschine wurde von zwei Lycoming O-435-Motoren mit einer Leistung von jeweils 220 PS angetrieben und war eine einfache Konstruktion mit einem Stahlrohrrahmen, der mit Holz verkleidet war. Der Rumpf wurde vom Fahrradhersteller Schwinn hergestellt, hatte einen sehr geringen Verbrauch an strategisch wichtigem Material und behinderte deshalb nicht den Bau höher priorisierter Flugzeuge. Für Tests konnte die Maschine auch von einem Piloten gesteuert werden und bekam für diesen Fall eine aerodynamische Cockpitverkleidung. Die TDR-1 hatte ein starres Dreibeinfahrwerk, das nach dem Start abgeworfen wurde, um die Leistung zu verbessern.
Im September 1942 wählte die U.S. Navy die Ortschaft DeKalb, Illinois, als Standort für die Herstellung der TDR-1 und ließ einen Flugplatz im Osten der Stadt bauen. Die Interstate Aircraft and Engineering Corporation baute die Flugzeuge am neuen Flughafen in DeKalb zusammen. Rund 200 Drohnen wurden in DeKalb gebaut, getestet und verpackt, bevor sie in den Südpazifik in ihr Einsatzgebiet gebracht wurden.

## Einsatz

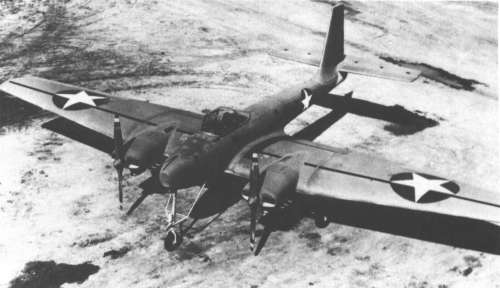
Interstate XBQ-4

Unter dem Codenamen Operation Option plante die U.S. Navy, 18 Geschwader mit 162 Grumman Avenger und 1.000 Angriffsdrohnen zu bilden. Technische Schwierigkeiten bei der Entwicklung und die niedrige Priorität des Projektes sorgte dafür, dass der Vertrag auf 300 Maschinen gesenkt wurde. Eine TDR-1-Drohne wurde auch von der Army Air Force als XBQ-4 getestet, das allerdings führte zu keiner Bestellung. Im Mai 1944 wurde unter der Kontrolle der Special Air Task Force (SATFOR) die TDR-1 im Südpazifik operativ eingesetzt. Vier TDR-1 wurden gegen den japanischen Transporter Yamazuki Maru, der gestrandet auf der Insel Guadalcanal lag, eingesetzt. Nur zwei der vier Drohnen trafen den bewegungslosen Transporter. Der Abstand zu den Kontrollflugzeugen betrug rund 11 km.
SATFOR rüstete ein Geschwader, die Special Task Air Group 1 (STAG-1), mit TDR-1-Drohnen und Grumman Avenger als Kontrollflugzeuge aus. Die erste operative Mission fand am 27. September statt und führte Bombenangriffe auf japanische See- und Landziele durch. Insgesamt wurden 46 Drohnen eingesetzt, von denen 21, ohne Verluste für die Piloten von STAG-1, ihre Ziele trafen. Trotz dieses Erfolgs war das Angriffsdrohnenprogramm bereits nach der Produktion von 189 TDR-1-Flugzeugen aufgrund einer Kombination aus anhaltenden technischen Problemen und nicht erfüllten Erwartungen eingestellt worden.
Nach Kriegsende wurden einige TDR-1 zu Sportflugzeugen umgebaut.

## Varianten
- XTDR-1: Zwei Prototypen.[1]

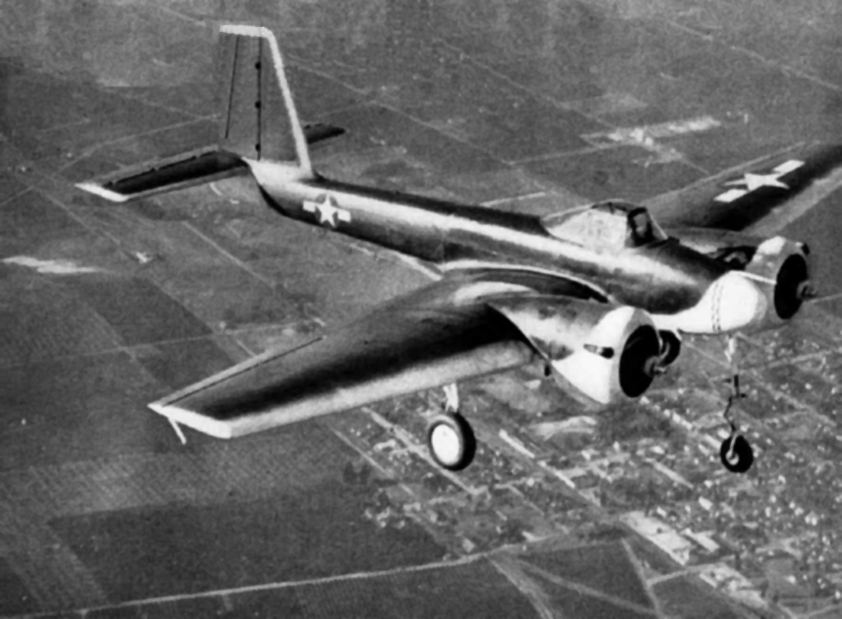
Interstate XTD3R

- TDR-1: Produktionsversion der XTDR-1, 189 Maschinen gebaut.[1]
- XTD2R-1: Variante mit zwei Franklin O-805-Motoren, zwei Prototypen bestellt, gestrichen für die TD3R.[1]
- XTD3R-1: Variante mit zwei Sternmotoren Wright R-975 Whirlwind, drei Prototypen.[1]
- XTD3R-2: Variante der XTD3R-1, ein Prototyp.[1]
- TD3R-1: Produktionsversion der XTD3R-1, 40 Maschinen bestellt, aber gestrichen.[1]
- XBQ-4: Bezeichnung der US Army für die TDR-1. Eine Maschine aus der TDR-1 umgebaut.[1]
- XBQ-5: Bezeichnung der US Army für die XTD2R-1. Keine Maschine bestellt.[1]
- XBQ-6: Bezeichnung der US Army für die XTD3R. Keine Maschine gebaut.[1]
- BQ-6A: Bezeichnung der US Army für die TD3R-1. Keine Maschine gebaut.[1]

## Spezifikationen (TDR-1)

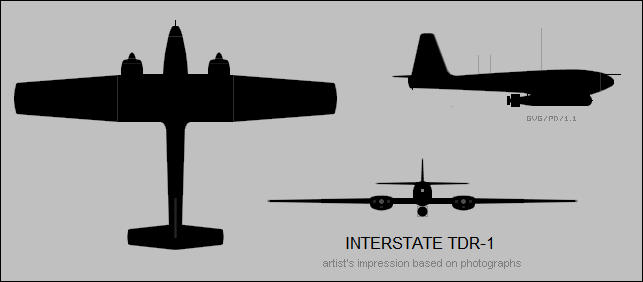
Dreiseitenansicht der TDR-1

| Kenngröße             | Daten                                                |
| --------------------- | ---------------------------------------------------- |
| Besatzung             | 0–1 (Pilot optional)                                 |
| Länge                 |                                                      |
| Spannweite            | 5 m                                                  |
| Höhe                  |                                                      |
| Flügelfläche          |                                                      |
| Flügelstreckung       |                                                      |
| Leermasse             |                                                      |
| max. Startmasse       | 2.676 kg                                             |
| Triebwerke            | zwei Boxermotoren Lycoming O-435, je 220 PS (162 kW) |
| Marschgeschwindigkeit | 230 km/h                                             |
| Dienstgipfelhöhe      |                                                      |
| Reichweite            | 684 km                                               |
| Bewaffnung            | 1910-kg-Bombe oder 1 Torpedo                         |